# 路名區
路名區（？—1625年），號鸿都，直隶真定府晋州饶阳县人。明朝政治人物。

## 生平
幼颖慧，风采奕奕，与一时名宿王秉衡、张光龙相颉颃。王沉酣古籍，张博学多艺，名区不为章句之学，而文恩清芬，人争传诵。萬曆四十三年（1615年）乙卯科順天鄉試舉人，天啓二年（1622年）壬戌科進士。授行人，卒于官。